# 丁克鍼
丁克鍼（1943年—）為前臺灣女子籃球運動員，場上位置為前鋒，小時候喜愛到三軍球場與裝甲兵旅的捷豹隊玩球，因此被碧濤女籃教練蔡孝德拉進球球隊磨練，在碧濤女籃解散後加入忠勤女籃，曾當選國手。1967年8月丁克鍼與羅北訂婚，1969年9月雙方取消婚約，1972年丁克鍼在洛杉磯嫁給許喬治，兩人育有兩子。